# Sandwein

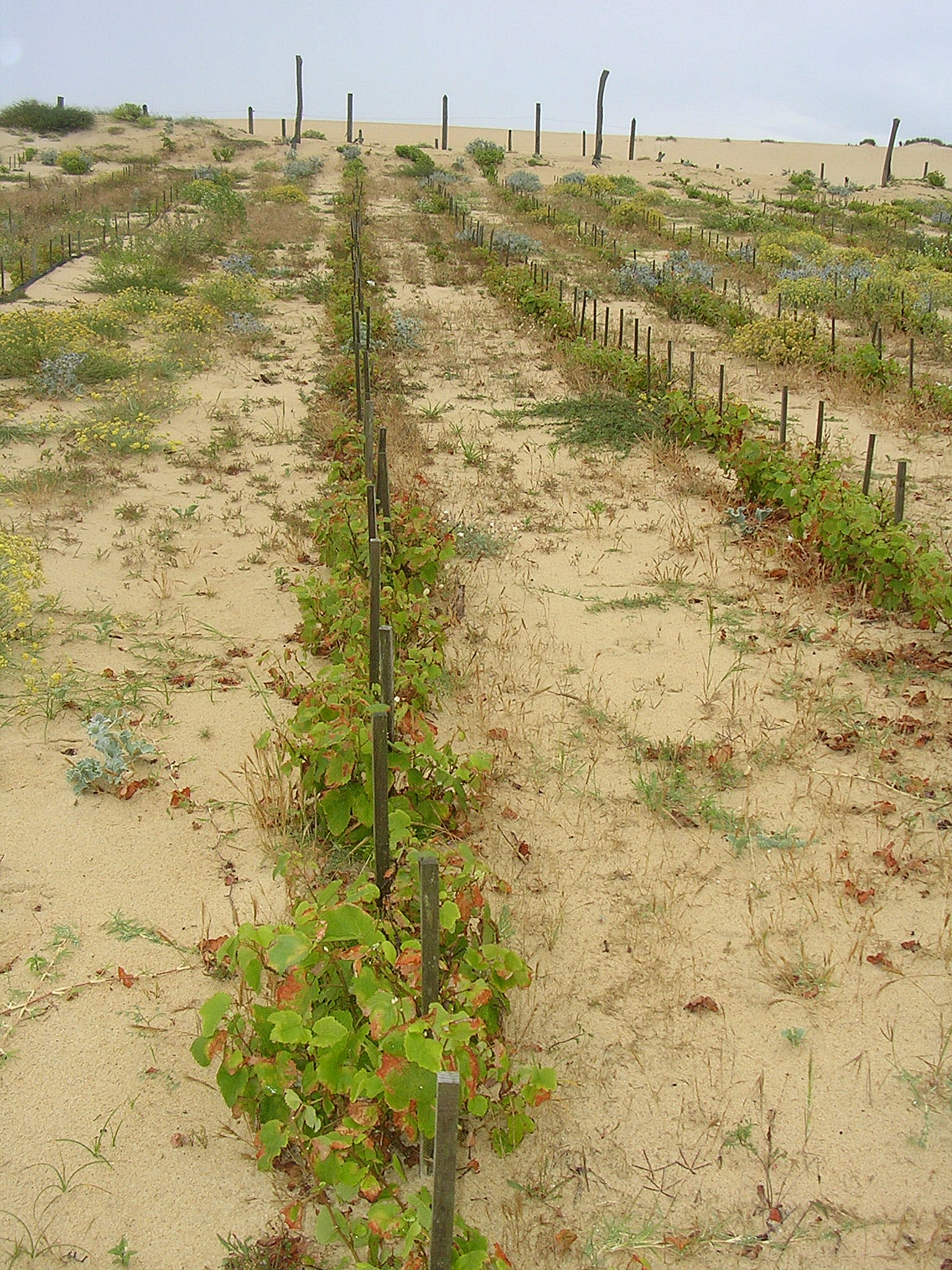
Weinberge auf Sanddünen bei Capbreton

Als Sandwein (frz. Vin de Sable) bezeichnet man Wein aus Reben, die auf Sandböden angebaut werden. Im engeren Sinn versteht man unter Sandwein einen französischen Landwein (Vin de Pays) von den Sanddünen der südlichen Atlantikküste (Departement Landes) oder der französischen Mittelmeerküste. Als Rebsorten kommen vor allem Cabernet Sauvignon, Merlot, Grenache, Tannat, Chenin und Crouchen zum Einsatz.
Aus der Küstenluft fangen sich Meeresaromen und Meersalz in der fettigen Schicht auf den Trauben, was dem Sandwein seinen charakteristischen Geschmack verleiht. Da im Sandboden die Wurzeln nicht von der Reblaus angegriffen werden, können die europäischen Reben kultiviert werden, ohne auf robuste Reben aufgepfropft zu werden.
Der Großteil der Sandweine sind Rotweine oder Gris de Gris gekeltert (heller Rosé).

## Geschichte
Der Weinbau auf den Sanddünen in Landes ist bis ins 13. Jahrhundert nachweisen, wo die Reben zur Befestigung der Küstenlinie dienten. Besondere Beliebtheit erfreute sich der Sandwein schließlich im Barock am Hof Ludwigs XIV., wo er unverdünnt genossen wurde.